# Rachel Zegler
Rachel Anne Zegler (Hackensack, Nova Jersey, 3 de maig del 2001) és una actriu i cantant estatunidenca. Va debutar al cinema interpretant a Maria Vasquez al drama musical West Side Story del 2021, pel qual va guanyar el Globus d'Or a la millor actriu de comèdia o musical. Va ser la primera actriu d'ascendència colombiana a guanyar el premi i, a vint anys, la més jove. Va ser inclosa a la llista «30 Under 30» de Forbes el 2022.

## Primers anys
Va néixer el 3 de maig de 2001 a Hackensack (Nova Jersey), filla de Gina i Craig Zegler. Va rebre el nom pel personatge de ficció Rachel Green del programa de televisió Friends. Té una germana gran. La seva mare és d'ascendència colombiana, la seva àvia materna va emigrar de Colòmbia als Estats Units a la dècada de 1960. El seu pare és d'origen polonès.
Zegler es va criar a Clifton (Nova Jersey), on va assistir a l'escola preparatòria St. Philip the Apostle. Després va assistir a l'escola preparatòria per a la universitat per a noies catòlica Immaculate Conception High School. Es va graduar de secundària el 2 de juny de 2019.

## Carrera
Zegler va començar la seva carrera protagonitzant diversos musicals mentre assistia a la Immaculate Conception High School: va fer el paper de Bella a La bella i la bèstia, el d'Ariel a La sireneta, el de Dorothy Brock a 42nd Street i el de la princesa Fiona a Shrek el musical. Per a les quatre actuacions, va rebre nominacions als premis Metro a la categoria d'Actriu en un paper protagonista. Altres papers que ha interpretat són el de Serena a Legally Blonde, el de Cosette a Els Miserables i el de Millie a Thoroughly Modern Millie.
El gener de 2018, el director Steven Spielberg va publicar una convocatòria de càsting obert a través de Twitter per a una nova adaptació cinematogràfica de West Side Story. Zegler, llavors de setze anys, va respondre amb vídeos d'ella cantant "Tonight" i "I Feel Pretty"; havia interpretat el paper al Bergen Performing Arts Center el 2017. Va ser seleccionada entre més de 30.000 candidats per al paper de Maria, amb el qual va fer el seu debut cinematogràfic. La pel·lícula es va estrenar el desembre de 2021 i va obtenir el reconeixement de la crítica i el públic. Per la seva actuació, va rebre una nominació al Critics' Choice Movie Award com a millor intèrpret jove i va guanyar el Globus d'Or a la millor actriu musical o còmica, essent la primera actriu d'ascendència colombiana a guanyar en aquesta categoria així com la guanyadora més jove d'aquesta categoria, amb vint anys.
Zegler va interpretar a Anthea a la pel·lícula de superherois Shazam! La fúria dels déus (2023). Va interpretar a la protagonista Lucy Gray Baird a l'adaptació cinematogràfica del 2023 de la preqüela de Els Jocs de la fam The Hunger Games: The Ballad of Songbirds & Snakes.
Zegler va aparèixer en la pel·lícula debut com a director de Kyle Mooney Y2K produïda per A24. El 2023, va protagonitzar la preqüela dels Jocs de la Fam, la pel·lícula Els jocs de la fam: Balada de refilaires i serps, interpretant a Lucy Gray Baird.
També ha protagonitzat Blancaneus, una adaptació d'acció en viu de la pel·lícula d'animació de Disney de 1937, que s'estrenà el 2025.